# Kunziana
Kunziana is een geslacht van kreeftachtigen uit de klasse van de Malacostraca (hogere kreeftachtigen).

## Soorten
- Kunziana irengis (Pretzmann, 1971)